# Pipiza
Pipiza is een vliegengeslacht uit de familie van de zweefvliegen (Syrphidae).

## Soorten
- P. accola Violovitsh, 1985
- P. atrata Curran, 1922
- P. austriaca

Knobbeldijplatbek Meigen, 1822
- P. bimaculata

Fijngestippelde platbek Meigen, 1822
- P. carbonaria Meigen, 1822
- P. crassipes Bigot, 1883
- P. davidsoni Curran, 1921
- P. distincta Curran, 1921
- P. fasciata Meigen, 1822
- P. femoralis Loew, 1866
- P. fenestrata

Vliegerplatbek Meigen, 1822
- P. festiva

Geelbuikplatbek Meigen, 1822
- P. grandifemoralis Curran, 1921
- P. latifrons Curran, 1921
- P. lugubris

Donkere platbek (Fabricius, 1775)
- P. luteitarsis

Slanke platbek Zetterstedt, 1843
- P. macrofemoralis Curran, 1921
- P. morionellus Zetterstedt, 1843
- P. nigripilosa Williston, 1887
- P. nigrotibiata Curran, 1924

- P. noctiluca

Grofgestippelde platbek (Linnaeus, 1758)
- P. notata Meigen, 1822
- P. obscura Macquart, 1834
- P. oregona Lovett, 1919
- P. puella Williston, 1887
- P. quadrimaculata

Korte platbek (Panzer, 1804)
- P. quadrimaculatus (Panzer, 1804)
- P. severnensis Curran, 1921
- P. signata Meigen, 1822
- P. tricolor Curran, 1921
- P. vanduzeei Curran, 1921